# نوکاتوو
نوکاتوو (انگلیسی: Nukatovo) یک شهرک در شهرستان بلورتسکی باشقیرستان کشور روسیه است.